# Funció multivaluada

Aquest diagrama no representa una "autèntica" funció, perquè l'element 3 de X s'associa a dos elements, b i c, de Y.

En matemàtiques, una funció multivaluada és una relació total; és a dir, a cada valor de la variable independent se li associa un o més valors de la variable dependent. Estrictament parlant, una funció "ben definida" associa un i només un valor de la variable dependent a cada valor de la variable independent. L'expressió "funció multivaluada" és, per tant, confosa: les autèntiques funcions són univaluades. Ara bé, una funció multivaluada de A a B es pot representar com una funció univaluada de A al conjunt dels subconjunts no buits de B.

## Exemples
- Cada nombre real o complex excepte 0 té dues arrels quadrades. Les arrels quadrades de 4 són al conjunt {+2,−2}. Les arrels quadrades de 0 són descrites pel multiconjunt {0,0}, perquè 0 és una arrel de multiplicitat 2 del polinomi x².

- Cada nombre complex té tres arrels cúbiques.

- La funció logaritme complex és multivaluada. Els valors que dona log(1) són {\displaystyle 2\pi ni} per a tot enter {\displaystyle n}.

- Les inverses de les funcions trigonomètriques són multivaluades perquè les funcions trigonomètriques són periòdiques. Es té

{\displaystyle \tan \left({\textstyle {\frac {\pi }{4}}}\right)=\tan \left({\textstyle {\frac {5\pi }{4}}}\right)=\tan \left({\textstyle {\frac {-3\pi }{4}}}\right)=\cdots =1.}
En conseqüència es pot considerar que l'arctan(1) té múltiples valors: π/4, 5π/4, −3π/4, i així. Això es pot superar a base de limitar el domini de tan(x) a -π/2 < x < π/2. Així, el recorregut de l'arctan(y) esdevé -π/2 < y < π/2. D'aquest valors procedents d'un domini limitat se'n diu els valors principals.
- La integral indefinida és una funció multivaluada del conjunt de les funcions en el conjunt de les funcions. El seu domini X és un subconjunt del conjunt de les funcions. Per a cada valor de la variable independent f, dona infinits valors possibles per a la variable dependent (les primitives de f).

Fixeu-vos que tots aquests exemples es refereixen a quasi-inverses de funcions amb pèrdua d'informació (és a dir inverses de funcions no injectives).
Les funcions multivaluades de variable complexa tenen punts de ramificació. Per exemple per a l'arrel n-èsima i les funcions logarítmiques, el punt 0 és un punt de ramificació; per a la funció arctangent, els valors imaginaris i i −i són punts de ramificació. Fent servir els punts de ramificació aquestes funcions es poden redefinir per tal que sigui univaluades, a base de restringir-ne el rang.

## Superficies de Riemann
Un punt de vista més sofisticat consisteix en substituir les "funcions multivaluades" per funcions el domini de les quals és una superfície de Riemann (anomenada així en honor de Bernhard Riemann).

## Història
La pràctica de permetre que en matemàtiques la paraula funció també signifiqui funció multivaluada va caure en desús en algun moment de la primera meitat del segle xx. Es pot veure alguna evolució en les diferents edicions de Course of Pure Mathematics de G. H. Hardy, per exemple. Probablement s'ha conservat més temps en la teoria de les funcions especials, per conveniència.
En física, les funcions multivaluades, tenen un paper d'importància creixent. Subministren la base matemàtica per la teoria dels monopols magnètics de Dirac, per la teoria dels defectes cristal·logràfics i la seva conseqüència en la plasticitat dels materials,
pels vòrtex en superfluids i superconductors, i pels canvis de fase en aquests sistemes, per exemple en la fusió i el confinament de quarks.
Són l'origen de les teories de gauge de moltes branques de la física.